# 박해정 (축구인)
박해정(1977년 3월 10일 ~ )은 대한민국의 은퇴한 여자 축구 선수이다. 대한민국 여자 축구 국가대표팀의 일원으로 2003 FIFA 여자 월드컵에 참가했으며,  한국의 INI스틸에서 활동 했었다.